# Convalescenza

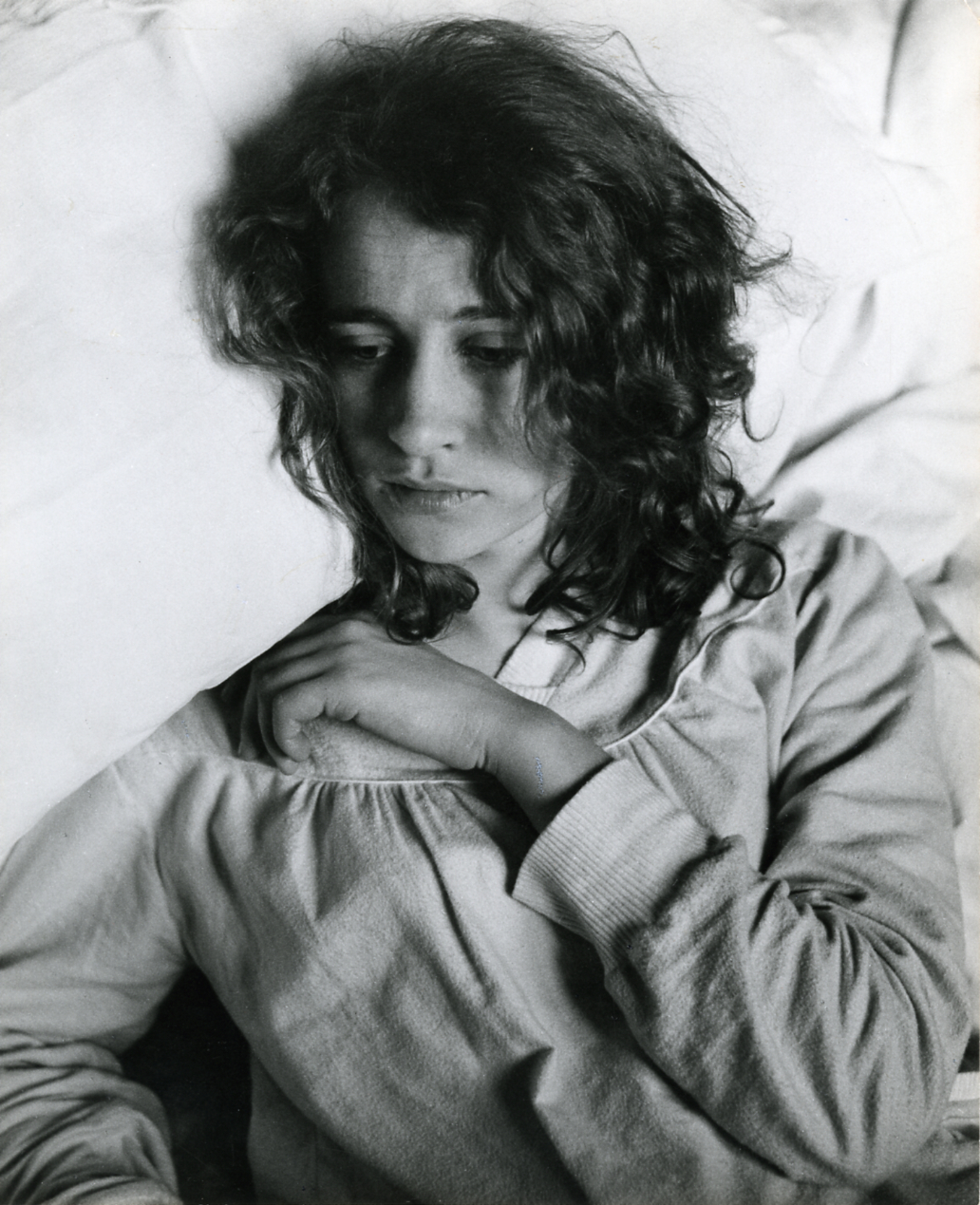
Una convalescente. Foto di Paolo Monti.

La convalescenza è il periodo intermedio che si trascorre nei giorni successivi a un intervento chirurgico, una malattia o un trauma fisico.
In questo periodo si è relativamente più deboli e particolarmente esposti a rischio di contagio di altri malanni.